# Тан Шве

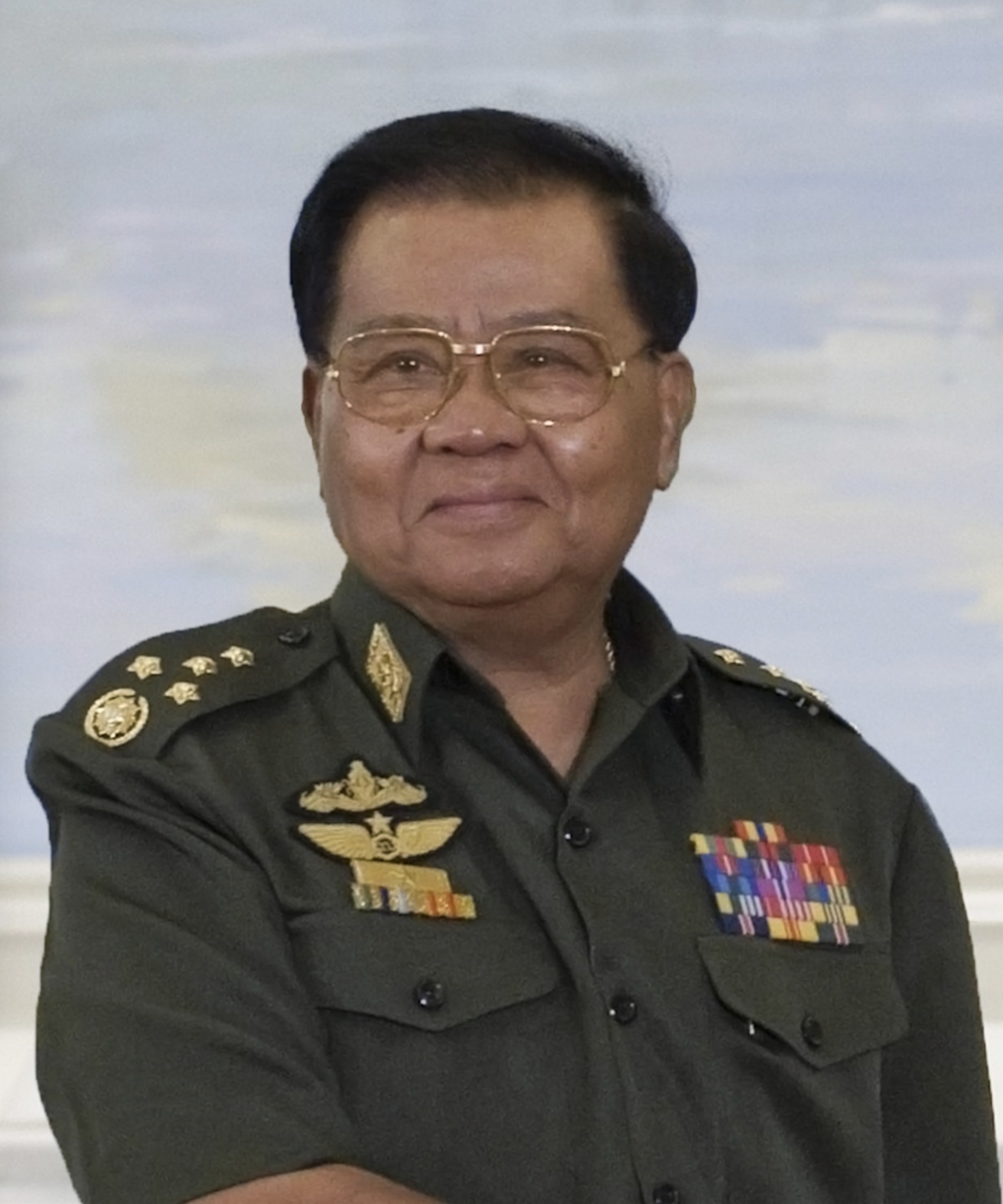
Тан Шве, 11 жовтня 2010

Старший генерал (Генералісимус) Тан Шве (2 лютого 1933, Чаусхе, округ Мандалай, М'янма) — військовий диктатор М'янми з 23 вересня 1992 до 30 травня 2011. Голова військової хунти, яка з 15 листопада 1997 носить назву Державна рада миру та розвитку (ДРМР, SPDC). Обіймав посаду Голови держради.
Тан Шве народився в бідній сім'ї, працював на пошті. У 1953 році по набору для боротьби з повстанцями і сепаратистами він вступив до школи підготовки офіцерів, яку закінчив у 1954 році.
Багато років він працював у відділі психології військових дій на фронті боротьби проти каренів. Після перевороту в 1962 році, організованого генералом У Не Віном його кар'єра стрімко набирала темпи. У 1985 році він став бригадним генералом, в 1986 році — генерал-майором. У 1988 році він увійшов у Виконавчого комітету Партії бірманської соціалістичної програми (ПБСП, BSPP) генерала Не Віна.
21 вересня 1988 він увійшов до числа 21 члена військової хунти, яка носила назву Державної ради з відновлення законності та правопорядку (ДРВЗП, SLORC). Хунту очолював генерал Со Маунг. Він став першим помічником Со Маунга, який пішов у відставку за станом здоров'я 23 квітня 1992 року. Після цього Тан Шве став головою ДРВЗП. Він же став прем'єр-міністром, військовим міністром і верховним головнокомандувачем.
Спочатку Тан Шве проводив більш ліберальну політику, ніж його попередники. Він звільнив політичних в'язнів і послабив заходи проти Глави опозиційної партії НЛД Аун Сан Су Чжі, яка з липня 1989 перебувала під домашнім арештом. У 1993 році у відповідь на програні вибори 1990 року було скликано Національну конституційну конференцію (НКК) для вироблення положень нової конституції. Тан Шве послабив державний контроль над економікою і став домагатися вступу М'янми в АСЕАН, яке відбулося в 1997 році. За цей час він змістив за корупцію велику кількість міністрів. Тан Шве вперше дозволив таким міжнародним організаціям як «Міжнародний комітет Червоного Хреста» і «Міжнародна амністія» відвідувати М'янму.
При цьому він продовжував переслідування національних меншин — зокрема каренів і шанів. Під його керівництвом почалася кампанія переслідування мусульманського народу рохінджа, в результаті чого 250 000 чоловік втекли в Бангладеш. Нова конституція так і не була прийнята, тому що НКК було розпущено в 1995 році. Знову Конференцію було скликано на кілька тижнів тільки в 2004–2005 роках. Діалогу з опозицією йому встановити так і не вдалося, він репресував активних журналістів, а в травні 2003 року знову була арештована і поміщена під домашній арешт Аун Сан Су Чжі.
Про нього відгукуються як про малоосвічену, закриту, образливу і запальну людину, яка проводить більше часу граючи в гольф або за комп'ютером, ніж за державними справами.
25 серпня 2003 року він залишив посаду прем'єр-міністра, однак до 2011 року суміщав велику кількість ключових посад. В даний час в уряді М'янми є протистояння між угрупуванням Тан Шве і заступником голови хунти генералом Маунг Ає. В останні роки правління Тан Шве, його режим набуває все більше рис монархії, в армії і по країні про нього говорять як про царя. Його онуки стверджують, що в їх жилах тече «королівська кров». На буддійський Новий Рік його сім'я отримує величезні подарунки. Так, в 2004 році сума подарунків склала 700 мільйонів євро.
Його дружина До Чьяінг Чьяінг активно бере участь в політиці, зокрема, в призначенні вищих чиновників.